# Bahntrassenradweg

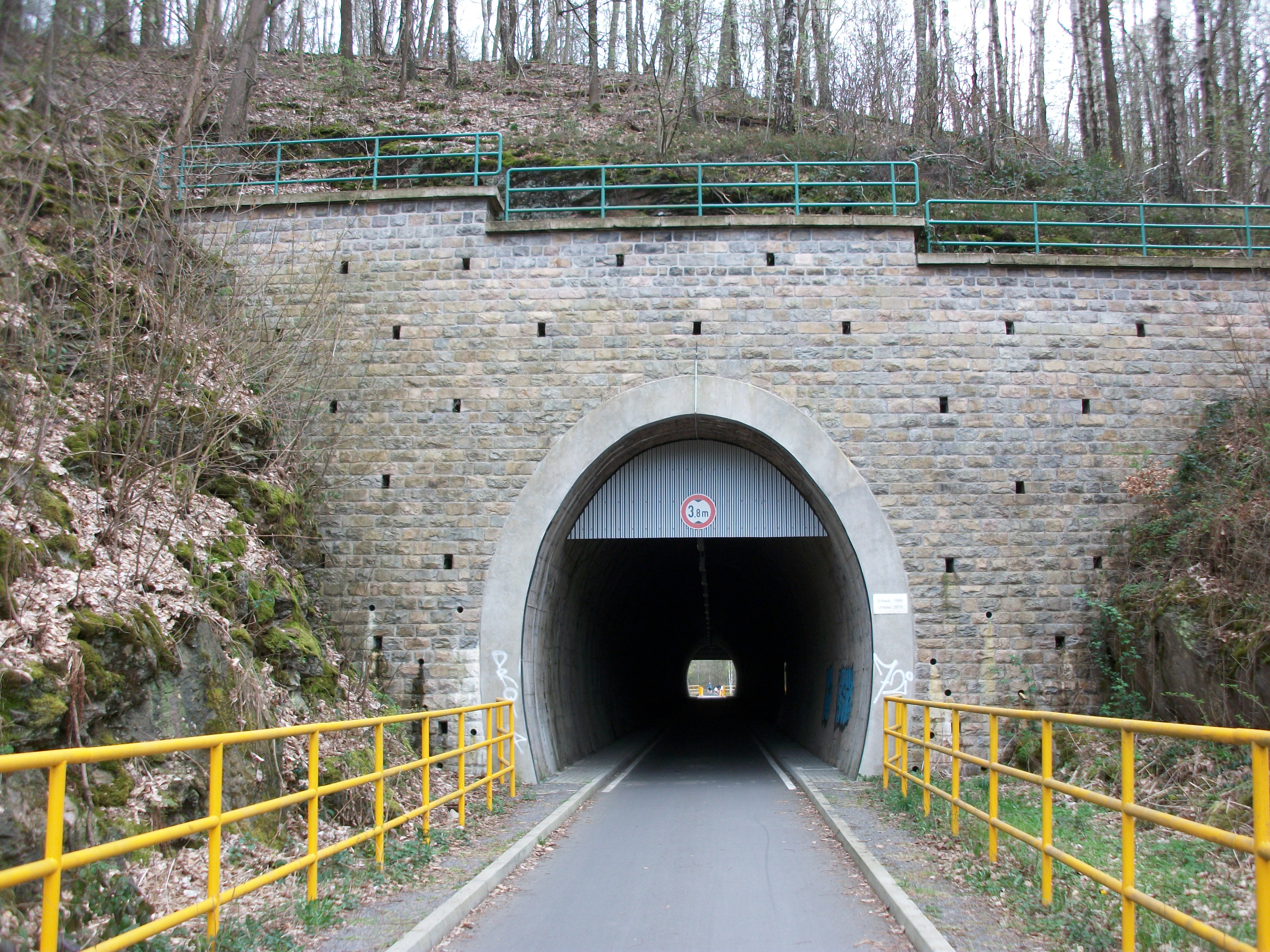
Chemnitztalradweg auf der ehemaligen Bahnstrecke Wechselburg–Küchwald in Sachsen, 2020

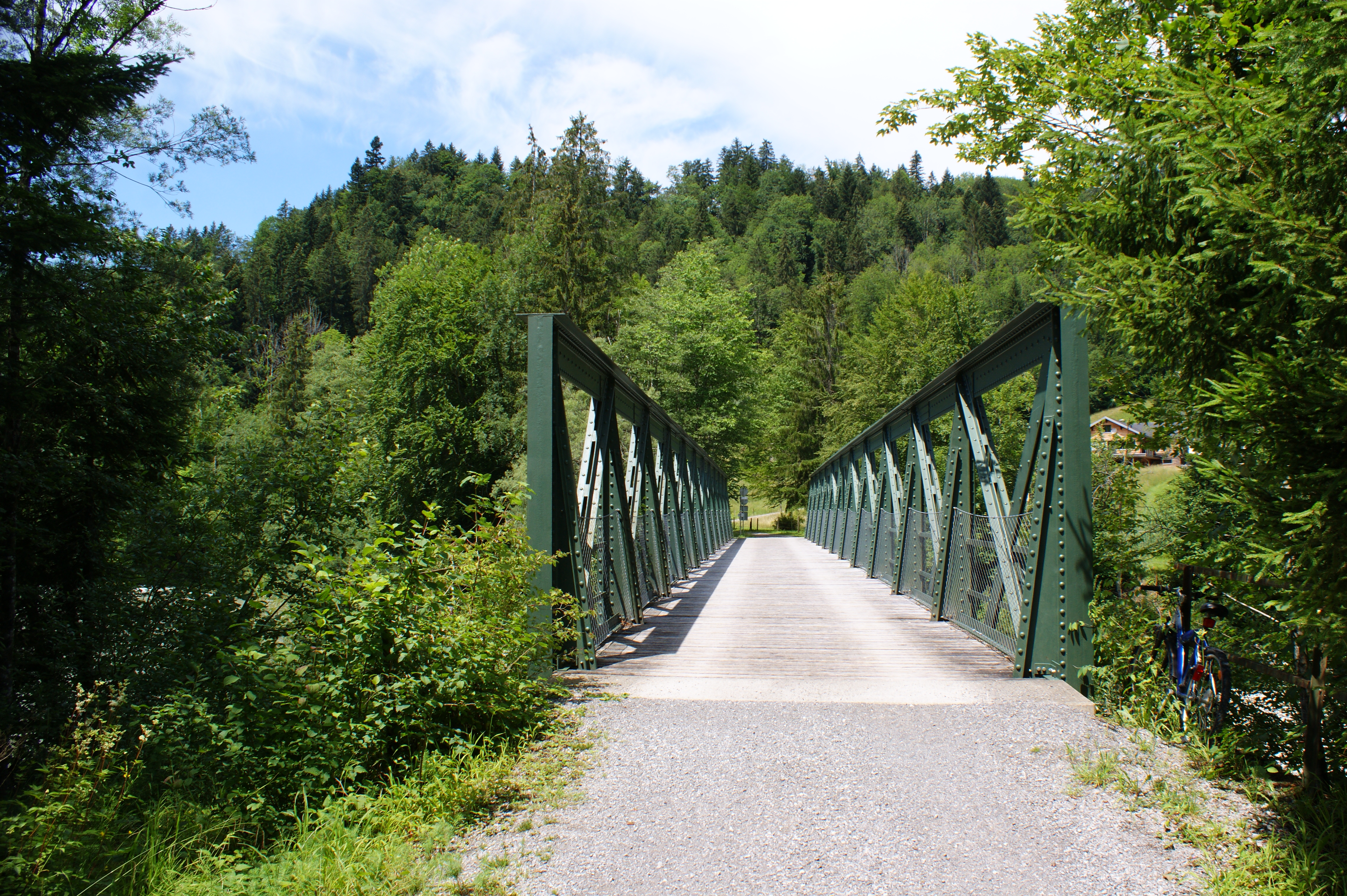
Brücke über die Weißach im Zuge der ehemaligen Bregenzerwaldbahn, 2020

Als Bahntrassenradweg wird ein Fahrradweg bezeichnet, der eine stillgelegte Eisenbahnstrecke oder Überlandstraßenbahntrasse nachnutzt.
In der Regel wird der gesamte Oberbau, das heißt Gleise und Gleisbett, entfernt. Der Untergrund ist aufgrund der vorherigen Nutzung als Bahnstrecke stark verdichtet. Einige Abschnitte wurden zusätzlich asphaltiert und eignen sich somit auch zur Nutzung durch Inlineskater. Eine besondere Attraktion ist die Führung durch Eisenbahntunnel oder über größere Viadukte.
Die Vorteile dieser Wege sind die geringen und meist stetigen Neigungen einer Adhäsionsbahn – die nur in wenigen Fällen über 2,5 Prozent liegen – die großen Radien sowie die Trassierung abseits von Straßen. Die Kreuzungsfreiheit der bestehenden Trasse bleibt bei der Umwandlung meist erhalten, so dass der Radweg die Eigenschaften eines Radschnellwegs hat, wenn er zusätzlich asphaltiert ist. Da Eisenbahnen oft auf Dämmen und Brücken geführt werden, bieten diese Strecken an vielen Stellen eine gute Aussicht.
Die Möglichkeit einer Wiederinbetriebnahme für den Eisenbahnverkehr bleibt in der Regel bestehen, da die Trasse gegen eine anderweitige Verwendung, beispielsweise zum Straßenbau, gesichert ist. Oft wird sie aber vor dem Umbau zum Radweg entwidmet, so dass eine Wiederinbetriebnahme nur noch schwer möglich ist. Daher wird die Umwandlung in einen Radweg mitunter auch kritisiert, da so eine Eisenbahninfrastruktur aufgegeben wird, deren Weiterbetrieb bzw. Wiederinbetriebnahme sonst problemlos möglich wäre.
In Deutschland gibt es über 600 derartige Radwege, in den Vereinigten Staaten mehr als 1200.